# Ira Eugene Argue
Pour les articles homonymes, voir Argue.
Ira Eugene Argue (1865 - 5 août 1927), est un homme politique canadien de la Saskatchewan. Il représente la circonscription fédérale de Swift Current—Maple Creek à titre de député unioniste de 1917 à 1921.
Argue meurt en août 1927 et sa dépouille repose au cimetière d'Oshawa en Ontario.